# In2ition
In2ition é o segundo álbum do premiado duo musical de violoncelistas croatas, 2Cellos.
O álbum foi lançado em 09 de Novembro de 2012, no Japão, e em 15 de Janeiro de 2013, no resto do mundo.
Ele conta com as participações especiais de Steve Vai, Elton John, Naya Rivera, Lang Lang (pianista chinês), e Zucchero.

## Faixas
| N.º            | Título                                                  | Compositor(es)                                                                            | Artista Original    | Duração |  |
| 1.             | "Oh, Well (participação de Elton John)"                 | Peter Green                                                                               | Fleetwood Mac       | 2:35    |  |
| 2.             | "We Found Love"                                         | Adam Wiles                                                                                | Rihanna             | 3:34    |  |
| 3.             | "Highway to Hell (participação de Steve Vai)"           | Ronald Scott / Angus Young / Malcolm Young                                                | AC/DC               | 3:31    |  |
| 4.             | "Every Breath You Take"                                 | Sting                                                                                     | The Police          | 3:51    |  |
| 5.             | "Supermassive Black Hole (participação de Naya Rivera)" | Matthew Bellamy                                                                           | Muse                | 3:26    |  |
| 6.             | "Technical Difficulties"                                | Paul Gilbert / Scott Travis                                                               | Racer X             | 2:46    |  |
| 7.             | "Clocks (participação de Lang Lang)"                    | Guy Berryman / Jonathan Mark Buckland / Will Champion / Christopher Anthony / John Martin | Coldplay            | 5:39    |  |
| 8.             | "Bang Bang (participação de Sky Ferreira)"              | Sonny Bono                                                                                | Sonny & Cher        | 2:47    |  |
| 9.             | "Voodoo People"                                         | Liam Howlett / Gylan Kain                                                                 | Prodigy             | 2:47    |  |
| 10.            | "Candle in the Wind"                                    | Elton John                                                                                | Elton John          | 2:48    |  |
| 11.            | "Orient Express"                                        | Bob Ezrin / Luka Šulić / Stjepan Hauser                                                   | Música inédita      | 3:10    |  |
| 12.            | "Il Libro Dell 'Amore (participação de Zucchero)"       | Stephin Merritt                                                                           | The Magnetic Fields | 3:27    |  |
| 13.            | "Benedictus"                                            | Karl Jenkins                                                                              | Karl Jenkins        | 6:40    |  |
| Duração total: | Duração total:                                          | Duração total:                                                                            | Duração total:      | 48:01   |  |

| iTunes bonus track |                   |                       |                |         |  |
| N.º                | Título            | Compositor(es)        | Arranjador     | Duração |  |
| 14.                | "Californication" | Red Hot Chili Peppers | Šulić, Hauser  | 3:48    |  |
| Duração total:     | Duração total:    | Duração total:        | Duração total: | 3:48    |  |

| Japanese Collector's Edition |                                              |                       |               |         |  |
| N.º                          | Título                                       | Compositor(es)        | Arranjador    | Duração |  |
| 14.                          | "Californication"                            | Red Hot Chili Peppers | Šulić, Hauser | 3:48    |  |
| 15.                          | "Every Breath You Take (feat. Steve Hunter)" | Sting                 | Šulić, Hauser | 3:51    |  |
| 16.                          | "Smooth Criminal (feat. Glee)"               | Michael Jackson       | Šulić, Hauser | 2:02    |  |
| 17.                          | "Every Teardrop Is a Waterfall"              | Coldplay              | Šulić, Hauser | 2:44    |  |
| 18.                          | "Purple Haze"                                | Jimi Hendrix          | Šulić, Hauser | 2:29    |  |
| 19.                          | "Good Riddance (Time of Your Life)"          | Billie Joe Armstrong  | Šulić, Hauser | 2:34    |  |
| 20.                          | "The Book of Love"                           | The Magnetic Fields   | Šulić, Hauser | 3:27    |  |
| 21.                          | "Kagemusha"                                  |                       |               | 2:58    |  |

## Desempenho nas Paradas Musicais
| Ano  | Ranking                       | Posição | Ref.  |
| ---- | ----------------------------- | ------- | ----- |
| 2013 | Croatian Albums Chart         | 1       | [ 5 ] |
| 2013 | Japanese Albums Chart         | 1       | [ 6 ] |
| 2013 | Swiss Albums Top 100          | 81      | [ 7 ] |
| 2013 | US The Billboard 200          | 174     | [ 8 ] |
| 2013 | US Billboard Classical Albums | 4       | [ 9 ] |

| Ano  | Ranking                                | Posição | Ref.   |
| ---- | -------------------------------------- | ------- | ------ |
| 2013 | Croatian Albums Chart (Foreign albums) | 1       | [ 10 ] |
| 2013 | US Classical Albums (Year end)         | 38      | [ 11 ] |

## Prêmios e Indicações
| Ano  | Prêmio                | Categoria                    | Indicação | Resultado | Ref.   |
| ---- | --------------------- | ---------------------------- | --------- | --------- | ------ |
| 2013 | Prêmio Porin          | "Melhor Álbum Internacional" | In2ition  | Indicado  | [ 12 ] |
| 2014 | Japan Gold Disc Award | "Álbum Instrumental do Ano"  | In2ition  | Venceu    | [ 13 ] |